# Торси, Якоб
Якоб Торси (нем. Jakob Torsy) 9 июня 1908, Кёльн, Пруссия — 24 октября 1990, Кёльн, Северный Рейн-Вестфалия) — немецкий римско-католический священник, богослов, церковный архивариус и историк.

## Биография
После рукоположения в священники в 1933 году, получил докторскую степень теологии в 1940 году. С 1952 по 1986 год был архивариусом Исторического архива Кёльнской архиепархии. С 1971 по 1974 год Торси был председателем главной епископской комиссии по церковным архивам в Германии, а с 1976 по 1983 год — председателем комиссии по церковным архивам в церковной провинции Кёльн.
Торси скончался в 1990 году в возрасте 82 лет и был похоронен на кладбище Мелатен в Кёльне.

## Работы Торси (выборка)
- Der Regularklerus in den Kölner Bistumsprotokollen. 1661–1825. Siegburg 1985, ISBN 3-87710-105-4. (нем.)
- Zusammen mit Hans-Joachim Kracht: Reliquiarium Coloniense. Siegburg 2003, ISBN 3-87710-450-9. (нем.)
- Zusammen mit Hans-Joachim Kracht: Der grosse Namenstagskalender. 3900 Namen und 1700 Lebensbeschreibungen der Namenspatrone, Herder, Basel 2008, S.544. ISBN 978-3-451-32043-9. (нем.)
- Geschichte des ersten Bistums Aachen in der preußischen Zeit (1814–1825). Dortmund 2018, ISBN 3-96163-139-5. (нем.)

## Публикации о Торси
- Hans-Joachim Kracht: Bibliographie Jakob Torsy. In: Kölner Domblatt 47 (1982), S. 175–180, ISSN 0450-6413. (нем.)
- August Leidl (Hrsg.): Bistumspatrone in Deutschland. Festschrift für Jakob Torsy zum 9. Juni/28. Juli 1983. München 1984, ISBN 3-7954-0364-2. (нем.)
- Aus der Arbeit des Historischen Archivs des Erzbistums Köln. Ausstellung aus Anlaß der Verabschiedung von Dr. Jakob Torsy am 15. November 1986. Köln 1986, OCLC 1070737861. (нем.)
- Hans-Joachim Kracht: Nachruf Dr. theol. Jakob Torsy (1908–1990). In: Archiv für mittelrheinische Kirchengeschichte 43 (1991), S. 502–504, ISSN 0066-6432. (нем.)